# Eurolimnornis corneti
Eurolimnornis là một chi thằn lằn có cánh đơn loài sống vào thời kỳ Creta sớm. Loài duy nhất là E. corneti.